# 情報プロジェクトS
『情報プロジェクトS』（じょうほうプロジェクトスーパー）は、2001年10月6日から2002年3月30日まで、フジテレビ系列（一部系列局を除く）で放送された報道・情報番組である。放送時間は毎週土曜10:00 - 12:55（JST）。途中、11:30 - 11:45に『FNNスピーク』を内包。
前番組『お台場2★4★8 スーパーウォッ!チャ』と異なり、報道色を強めた内容となった。

## 主な出演者

### 総合司会
- 大塚範一
- 島田彩夏（フジテレビアナウンサー）

### その他
- 伊藤利尋（フジテレビアナウンサー）
- 千野志麻（当時・フジテレビアナウンサー）
- 池田真由美
- 諸星和己 番組コーナー「Be New Yorker 諸星和己のNYライブ・リポート」にて毎週現地リポーターとして出演

## スタッフ
- プロデューサー：時澤正
- 制作：フジテレビ情報生活局

| フジテレビ 土曜昼前のワイドショー | フジテレビ 土曜昼前のワイドショー | フジテレビ 土曜昼前のワイドショー    |
| 前番組                            | 番組名                            | 次番組                               |
| --------------------------------- | --------------------------------- | ------------------------------------ |
| お台場2★4★8 スーパーウォッ!チャ   | 情報プロジェクトS                 | ワッツ!?ニッポン ※『土曜LIVE』に内包 |
| フジテレビ 土曜正午枠             |                                   |                                      |
| お台場2★4★8 スーパーウォッ!チャ   | 情報プロジェクトS                 | ベスト百貨 ※『土曜LIVE』に内包       |